# Ephemera
Le Ephemera sono un gruppo musicale norvegese al femminile fondato nel 1994 a Bergen da Christine Sandtorv, Inger Lise Størksen e Jannicke Larsen.

## Carriera
Le Ephemera hanno pubblicato il loro album di debutto Glue su RCA Records nel 1996, ma i risultati commerciali deludenti (5 000 copie vendute in Norvegia e 1.000 in Giappone) non hanno portato al rinnovo del contratto.
Il loro primo successo è arrivato quattro anni dopo con il secondo disco Sun, che ha fruttato loro una candidatura ai premi Spellemann, il principale riconoscimento musicale norvegese, nella categoria Miglior gruppo pop. Hanno vinto il premio due anni dopo grazie all'album successivo, Balloons and Champagne, e ancora una volta nel 2003 grazie al terzo disco Air, il loro maggior successo commerciale, che ha venduto 26 000 copie a livello nazionale ed è stato il loro primo ingresso nella classifica norvegese, dove ha raggiunto la 2ª posizione.
Sempre nel 2003 hanno intrapreso una tournée che ha toccato città della Norvegia e della Germania insieme a Heidi Marie Vestrheim. Il quinto loro album del 2004 Monolove si è piazzato 7º nella classifica nazionale e ha venduto 10 000 copie in poche settimane.
Nel 2019, per la prima volta dopo quindici anni, le Ephemera sono tornate a pubblicare musica originale con il singolo Magic, che ha anticipato l'album Seasons, uscito nel 2020.

## Formazione
- Christine Sandtorv – voce, chitarra
- Inger Lise Størksen – chitarra, cori
- Jannicke Larsen – tastiere, glockenspiel, cori

## Discografia

### Album in studio
- 1996 – Glue
- 2000 – Sun
- 2001 – Balloons and Champagne
- 2003 – Air
- 2004 – Monolove
- 2020 – Seasons

### Raccolte
- 2004 – Score

### EP
- 2001 – Last Thing

### Singoli
- 1996 – Temporarily Happy
- 1996 – Glue
- 2000 – Saddest Day
- 2000 – Gift/Dream a Little Dream of Me
- 2001 – Tornado
- 2002 – Happy, Grateful, Aware
- 2003 – Girls Keep Secrets in the Strangest Ways
- 2003 – Countrysong
- 2004 – Dead Against the Pain
- 2004 – On the Surface
- 2005 – Paint Your Sky
- 2019 – Magic
- 2019 – Hopeful
- 2020 – Too Good to Be